# Deutsches Meisterschaftsrudern 1995
Das 106. Deutsche Meisterschaftsrudern wurde 1995 erneut in Hamburg ausgetragen. Wie im Vorjahr wurden in 23 Bootsklassen Medaillen vergeben, davon 14 bei den Männern und 9 bei den Frauen.

## Medaillengewinner

### Männer
| Bootsklasse                           | Gold | Silber | Bronze |
| ------------------------------------- | --- | --- | --- |
| Einer                                 | Thomas Lange (Ratzeburger RC) | Jens Burow (Ratzeburger RC) | Torsten Weishaupt (RV Treviris 1921 Trier) |
| Doppelzweier                          | Rgm. Hallesche Rvg. Böllberg-Nelson / RC Magdeburg Andreas Hajek André Willms | Rgm. RTHC Bayer Leverkusen / Berliner RC Stephan Volkert André Steiner | Rgm. Breisacher RV / RC Allemannia von 1866 Hamburg Sebastian Mayer Roland Opfer |
| Zweier ohne Steuermann                | Rgm. RC Hansa von 1898 / RG Benrath Matthias Ungemach Colin von Ettingshausen | Rgm. RRG Mülheim / Ratzeburger RC Ingmar Guhl Mark Kleinschmidt | Berliner RC Robert Engelhorn Christian Ungemach |
| Zweier mit Steuermann                 | Rgm. Münchener RSV Bayern von 1910 / Münchener RC von 1880 / ARC Würzburg Lars Erdmann Markus Vogt Jonas Kreth (Stm.) | Rgm. RC Hansa von 1898 / Dresdner RC 1902 / ARC Würzburg Wolfram Huhn Enrico Schnabel Peter Thiede (Stm.) | Rgm. Koblenzer RC Rhenania / Cochemer RG Ingo Zucchet André Schallenberger Patrick Schmitt (Stm.) |
| Doppelvierer                          | Rgm. Hallesche Rvg. Böllberg-Nelson / RC Magdeburg / SC Berlin / ORC Rostock von 1956 Marko Schwalbe Andreas Hajek Marco Geisler André Willms | Rgm. Berliner RC / Potsdamer RG / RC Allemannia von 1866 Hamburg Andreas Müller Frank Meinhold Enno Ulrichs Marco Bednarz | Rgm. RV Friedrichshafen / RG Ghibellinia Waiblingen Max von Lüttichau Michael Bauner Stefan Dormeyer Andreas Schwab |
| Vierer ohne Steuermann                | Rgm. RC Hansa von 1898 / RV Dorsten / RK am Baldeneysee Essen Ulrich Viefers Thorsten Streppelhoff Stefan Scholz Bahne Rabe | Rgm. Würzburger RG Bayern / Deutscher Ruder-Club von 1884 / Münchener RC von 1880 / Potsdamer RG Dieter Sator Frank Richter Ike Landvoigt Jochen Lerche | Rgm. RC Favorite Hammonia Hamburg / Berliner RC / RC Tegel 1886 Mark Schreyer Arnold Schulze Stefan Kötitz Johannes-Maria Galandi                                                                                           |
| Vierer mit Steuermann                 | Rgm. RC Hansa von 1898 / ARC Würzburg / Berliner RC / Potsdamer RG Stefan Forster Marc Weber Detlef Kirchhoff Roland Baar Peter Thiede (Stm.) | Rgm. RC Hansa von 1898 / Dresdner RC 1902 / ARC Würzburg Klaus Ploke Enrico Schnabel Wolfram Huhn Heino Zeidler Guido Groß (Stm.) | Rgm. Koblenzer RC Rhenania / RC Westfalen Herdecke / Osnabrücker RV / Wilhelmshavener RC von 1909 Frank Flörke Viktor Stiber Mark Stumpe André Schallenberger Patrick Schmitt (Stm.)                                        |
| Achter                                | Rgm. Potsdamer RG / RC Hansa von 1898 / RRG Mülheim / Deutscher Ruder-Club von 1884 / Münchener RC von 1880 / RG Benrath / Würzburger RG Bayern / Ratzeburger RC Ingmar Guhl Colin von Ettingshausen Matthias Ungemach Mark Kleinschmidt Frank Richter Ike Landvoigt Jochen Lerche Dieter Sator Guido Groß (Stm.)            | Rgm. RC Hansa von 1898 / RK am Baldeneysee Essen / Potsdamer RG / RV Dorsten / ARC Würzburg / Berliner RC Stefan Forster Marc Weber Detlef Kirchhoff Stefan Scholz Bahne Rabe Roland Baar Ulrich Viefers Thorsten Streppelhoff Peter Thiede (Stm.)                                                                                     | Rgm. Berliner RC / RC Tegel 1886 / RC Favorite Hammonia Hamburg Robert Engelhorn Christian Ungemach Claas-Peter Fischer Arnold Schulze Stefan Kötitz Johannes-Maria Galandi Mark Schreyer Ulrich Britting Olaf Kaska (Stm.) |
| Leichtgewichts-Einer                  | Ingo Euler (Stuttgarter RG von 1899) | Christian von Gyldenfeldt (ESV Lingen) | Markus Baumann (RG Ghibellinia Waiblingen) |
| Leichtgewichts-Doppelzweier           | Rgm. Marbacher RV von 1920 / Stuttgarter RG von 1899 Frank Günder Bernhard Rühling | RC Undine Radolfzell Björn Spaeter Nikolaus Hautsch | Rgm. Lübecker RG von 1885 / RK am Wannsee Berlin Jan Herzog Heiko Gläser |
| Leichtgewichts-Zweier ohne Steuermann | Rgm. RG Hansa Hamburg / Deutscher Ruder-Club von 1884 Sebastian Franke Matthias Edeler | Rgm. RC Allemannia von 1866 Hamburg / ORC Rostock von 1956 Ole Brauer Malte-Tobias Wittek | Hannoverscher RC von 1880 Carsten Lehr Christian Lisdat |
| Leichtgewichts-Doppelvierer           | Rgm. Mainzer RV von 1878 / Flörsheimer RV 08 / Marbacher RV von 1878 / Stuttgarter RG von 1899 Andreas Lutz Jens Weckbach Frank Günder Bernhard Rühling | Rgm. RK am Wannsee Berlin / Potsdamer RC Germania Jens Laschinsky Manuel Hasenbach Marcus Mielke Vladimir Vukelic | Rgm. RC Undine Radolfzell / RG München 1972 Björn Spaeter Nikolaus Hautsch Hendrik Bracht Michael Konsek |
| Leichtgewichts-Vierer ohne Steuermann | Rgm. RK am Wannsee Berlin / RC Aschaffenburg von 1898 / Bremer RC Hansa Oliver Rau Martin Weis Michael Buchheit Bernhard Stomporowski | Rgm. RV Wandsbek / Schweinfurter RC Franken / Würzburger RG Bayern Dirk Jenny Tobias Müller Teja Töpfer Tobias Rose | Rgm. RV Wandsbek / RC Tegel 1886 Gerd Neumann Michael Spoercke Björn Endruweit Axel Schuster |
| Leichtgewichts-Achter                 | Rgm. RG Hansa Hamburg / Deutscher Ruder-Club von 1884 / Würzburger RV von 1875 / ORC Rostock von 1956 / RTHC Bayer Leverkusen / RV Wandsbek / Schweinfurter RC Franken / Potsdamer RG Sebastian Franke Matthias Edeler Tobias Müller Stephan Fahrig Malte-Tobias Wittek Tobias Rose Teja Töpfer Dirk Jenny Eric Klotz (Stm.) | Rgm. RK am Wannsee Berlin / RC Aschaffenburg von 1898 / Bremer RC Hansa / RC Karlstadt 1928 / RC Allemannia von 1866 Hamburg / Deutscher Ruder-Club von 1884 / Potsdamer RG / Ratzeburger RC Uwe Maerz Klaus Altena Roland Händle Christian Dahlke Oliver Rau Martin Weis Michael Buchheit Bernhard Stomporowski Hendrik Reiher (Stm.) | Rgm. RG Wiking Berlin / RC Witten / Hannoverscher RC von 1880 Lars Ziegner Anselm Roth Christian Bartels Thomas Schäfer Stefan Locher Christian Lisdat Carsten Lehr Martin Hasse Olaf Schulz (Stm.)                         |

### Frauen
| Bootsklasse                           | Gold | Silber | Bronze |
| ------------------------------------- | --- | --- | --- |
| Einer                                 | Kathrin Boron (Potsdamer RG) | Daniela Molle (RG Hansa Hamburg) | Kristina Erbe (RC Witten) |
| Doppelzweier                          | Potsdamer RG Kerstin Köppen Kathrin Boron | Rgm. Hallesche Rvg. Böllberg-Nelson / SC Berlin Jana Thieme Katrin Rutschow | RG Hansa Hamburg Daniela Molle Maren Derlien |
| Zweier ohne Steuerfrau                | Rgm. RK am Baldeneysee Essen / RC Hansa von 1898 Birte Siech Gabriele Mehl | Rgm. RV Saar Undine Saarbrücken / SC Berlin Kathrin Haacker Dana Pyritz | Frauen-RV Freiweg Frankfurt Heike Zazworka Andrea Gesch |
| Doppelvierer                          | Rgm. Potsdamer RG / SC Berlin / Hallesche Rvg. Böllberg-Nelson Jana Thieme Katrin Rutschow Jana Sorgers Kerstin Köppen | Rgm. RG Wiking Leipzig / Hanauer RG 1879 / SC Berlin / Potsdamer RG Nicole Steiner Kerstin Kowalski Kristina Mundt Angela Schuster | Rgm. RC Witten / Dresdner RV / Potsdamer RG / RC Magdeburg Kristina Erbe Claudia Blasberg Manja Kowalski Manuela Lutze |
| Vierer ohne Steuerfrau                | Rgm. RV Saar Undine Saarbrücken / SC Berlin / Frauen-RV Freiweg Frankfurt Heike Zazworka Andrea Gesch Doreen Martin Dana Pyritz | Rgm. RV Saar Undine Saarbrücken / SC Berlin / Ulmer RC Donau Lenka Wech Steffi Teichmüller Stefanie Vogel Claudia Barth | Rgm. SC Berlin-Grünau / Potsdamer RG Jana Müller Anja Süptitz Julia Sturzenbecher Yvonne Kielgaß |
| Achter                                | Rgm. RV Saar Undine Saarbrücken / Ludwigshafener RV von 1878 / SC Berlin / Heidelberger RK 1872 Antje Rehaag Andrea Klapheck Anke Weiler Kathrin Henker Stefani Werremeier Anja Pyritz Micaela Schmidt Ute Wagner-Stange Doreen Schnell (Stf.) | Rgm. SC Berlin / Potsdamer RG / Frauen-RV Freiweg Frankfurt / Ulmer RC Donau / RV Saar Undine Saarbrücken Heike Zazworka Andrea Gesch Lenka Wech Steffi Teichmüller Stefanie Vogel Claudia Barth Katrin Foppke Daniela Knauth Monique Richter (Stf.) | Rgm. RG Wiking Leipzig / SC Berlin-Grünau / Frauen-RV Freiweg Frankfurt / Potsdamer RG / RK am Wannsee Berlin Julia Sturzenbecher Anja Süptitz Anke Weiler Gerte John Antje Maaß Andrea Kühn Yvonne Kielgaß Jana Müller Axel Beutelmann (Stm.) |
| Leichtgewichts-Einer                  | Katrin Namyslo (Essen-Werdener RC) | Michelle Darvill (Deutscher Ruder-Club von 1884) | Annette Barkmann (Bremer RC Hansa) |
| Leichtgewichts-Doppelzweier           | Rgm. Deutscher Ruder-Club von 1884 / Gießener RC Hassia Michelle Darvill Ruth Kaps | Rgm. Ludwigshafener RV von 1878 / RG Heidelberg 1898 Karin Stephan Ulrike Dohnke | Rgm. RG Wiesbaden-Biebrich 1888 / Berliner RK Brandenburgia Susanne Borg Astrid Eichhorn |
| Leichtgewichts-Vierer ohne Steuerfrau | Rgm. Ludwigshafener RV von 1878 / RC Tegel 1886 / RG Heidelberg 1898 / RG Treis-Karden 1969 Cornelia Cichy Anke Holler Karin Stephan Ulrike Dohnke                                                                                             | Rgm. Rendsburger RV / Erster Kieler RC von 1862 / RRG Mülheim Jutta Schausten Gabriele Schulz Janet Radünzel Gunda Reimers | Rgm. Mainzer RV von 1878 / Karlsruher RV Wiking / RG Wiesbaden-Biebrich 1888 / Berliner RK Brandenburgia Christiane Brand Angelika Brand Susanne Borg Astrid Eichhorn                                                                          |